# Scoloplax
Scoloplax – rodzaj małych słodkowodnych ryb sumokształtnych z monotypowej rodziny Scoloplacidae, blisko spokrewnionej z rodziną Astroblepidae. Pierwszy opis naukowy ryb z tego rodzaju ukazał się w 1976 roku.

## Zasięg występowania
Ameryka Południowa: Peru, Boliwia, Brazylia i Paragwaj.

## Cechy charakterystyczne
Po obydwu stronach ciało pokryte jest seriami dużych i zakrzywionych zębów skórnych; płetwa grzbietowa z mocnym, gładkim kolcem i 3–5 miękkimi promieniami; płetwa odbytowa z 5 lub 6 miękkimi promieniami; brak płetwy tłuszczowej; płetwa ogonowa z 10–12 promieniami głównymi. Maksymalna długość ciała około 20 mm SL.

## Klasyfikacja
Gatunki zaliczane do tego rodzaju:
- Scoloplax baileyi
- Scoloplax baskini
- Scoloplax dicra
- Scoloplax distolothrix
- Scoloplax dolicholophia
- Scoloplax empousa

Gatunkiem typowym jest S. dicra